# 法蘭西絲·歐康娜
法蘭西絲·安·歐康娜（英語： Frances Ann O'Connor，1967年6月12日—）是一位出生于英国的澳大利亚女演员和导演。她最出名的是她在电影《窈窕野淑女》、 《魔女搵老襯》 、 《人工智能》、 《甜心大話王》和《迷失凶間》中的角色。奥康纳凭借在《Blessed》中的表演获得了澳洲電影及電視美藝學院獎（AACTA Awards），并凭借在《Madame Bovary》和《The Missing》中的表演获得两项金球奖提名。2022年，她作为编剧兼导演的处女作《艾蜜莉》上映。